# クロアシネコ
クロアシネコ（黒足猫、Felis nigripes）は食肉目ネコ科ネコ属に分類される食肉類。南部アフリカに分布する小型の野生ネコであり、足裏が黒いことからこの名がある。世界で最も小さなネコ類の1種である。

## 分布
ナミビア、ボツワナ、南アフリカ共和国。ジンバブエ南部にも分布し、アンゴラの最南端にも分布すると推定されている。

## 形態
体長オス43 - 52センチメートル・メス37 - 42センチメートル、尾長オス15 - 20センチメートル・メス16 - 18センチメートル、肩高オス27センチメートル・メス25センチメートル、体重オス1.75 - 2.45キログラム・メス1.1 - 1.65キログラム。アフリカに生息するネコ科では最小。
毛色は明るい褐色であるが、冬期になると色が淡くなり灰色を帯びる。耳、目縁、喉、頬、腹部および四肢の内側は白い。暗褐色または黒色の斑点があり、喉および胸から腹部にかけては縞状になる。四肢には幅の広い横縞が走る。尾は細く、上部は暗色、下部は淡い黄土色で、いくつかの輪状斑があり、先端は黒い。これらの斑紋はオスよりメスのほうがはっきりしている。
種小名nigripesは「黒い足」の意。足裏には毛が生えており、熱い砂の上を歩くことに適応していると考えられている。頭部は幅が広く、耳が大きい。歯の数は30本で、上顎の第2前臼歯が小さい。一方で28本とする説もあり、他の多くのネコ科の種に比べて上顎前臼歯が1対少ないとされる。

## 分類
2亜種に区別されるが、亜種間に明確な生態的および地理的隔離はない。これらを連続変異とみなして亜種を認めない説もある。
Felis nigripes nigripes Burchell, 1824
ナミビア、ボツワナ（カラハリ砂漠）、南アフリカ共和国（北ケープ州）
毛色は明るく、黄褐色または灰白色で、斑点は褐色がかった黒色または黄褐色。
Felis nigripes thomasi Shortridge, 1931
南アフリカ共和国中央部および南部（カルー）
毛色はシナモンのような黄褐色で、斑点は漆黒。
ナミビア、ボツワナ、クルーガー国立公園などに棲息し、比較的小型で色が薄いのがFelis nigripes nigripesで、南アフリカのカルーやケープ地方に棲息する比較的大型で色が濃いのがFelis nigripes thomasiである。さらに両亜種の特徴を持った一群が南アフリカ中央部のキンバリー近郊に棲息している。

## 生態
カラハリ砂漠の半砂漠地帯やサバンナ地帯を主な生息域とする。夜行性で夜に活動するため、滅多に見られない。日中はトビウサギやツチブタが掘った巣穴や、岩や低木の陰、シロアリの塚に隠れている。
その小さなサイズのため、クロアシネコは主にネズミや小鳥や爬虫類、昆虫などの小動物を捕食するが、時には自分の体重よりも重いハジロクロエリショウノガンやケープノウサギを捕まえることもある。餌に占める昆虫やクモの割合は1%にも満たない。クロアシネコは少しでも人間が近づくと逃げようとするシャイな動物である。しかし、追い詰められると獰猛に反撃することが知られている。このような習性から南アフリカでは｢アリ塚のトラ｣と呼ばれることもある。カラハリ砂漠に住むサン人の間では、クロアシネコは非常に勇敢な動物とされ、キリンの頸静脈を狙って襲うという伝承がある。
通常11 - 12月に繁殖するが、5月まで出産が確認されている。妊娠期間は63 - 68日で、一度に1 - 2頭の幼獣を産むが、最大で4頭産むこともある。子猫は5ヶ月齢ほどになると自立するが、しばらくは親の行動範囲の中に留まる。
1年ほどたつと、メスは約10 km2、オスは約22 km2ほどの縄張りを持つようになり、1匹のオスの縄張りが1 - 4匹のメスの縄張りと重なっている。しかしクロアシネコは極めて単独性が強く、繁殖期もオスとメスは5 - 10時間ぐらいしか一緒に過ごさない。これは生息地に獲物となる動物が極めて少数しかおらず、一緒にいると食料が不足してしまうからだと考えられている。クロアシネコは狩りのために一晩に8 kmも移動する。エネルギー消費は非常に高く、一晩に250 gもの肉を食べる。これは自己の体重の6分の1に相当する。